# Tassilo Forchheimer
Tassilo Forchheimer (* 1968 in München) ist ein deutscher Journalist.
Forchheimers Radiokarriere begann bei Radio Charivari in München. Nach einem Magisterstudium an der Ludwig-Maximilians-Universität München (Neuere und Neueste Geschichte, Bayerische Geschichte und Sprechwissenschaft) wurde er im Rahmen eines Programmvolontariats zum Hörfunk- und Fernsehredakteur beim Bayerischen Rundfunk ausgebildet, wo er bereits seit 1987 während des Studiums als freier Mitarbeiter gearbeitet hatte.
Zunächst in der Bayern-Berichterstattung tätig wechselte er 2005 in die BR-Intendanz als stellvertretender ARD-Pressesprecher. Nach dem ARD-Vorsitz des Bayerischen Rundfunks arbeitete er unter anderem als Redakteur in der BR-Pressestelle sowie als Programmreferent in der Intendanz und wurde 2012 Büroleiter von BR-Intendant Ulrich Wilhelm. 2015 übernahm er die Leitung des ARD-Studios Rom. Am 1. Oktober 2019 wurde er zum Leiter der heutigen Hauptabteilung BR Franken (damals: Studio Franken) berufen. Zum 1.  Oktober 2024 übernahm er die Leitung von Bayern aktuell.
Forchheimer ist verheiratet und Vater dreier Kinder.